# Mathi
Mathi és un comune (municipi) de la ciutat metropolitana de Torí, a la regió italiana del Piemont, situat a uns 25 quilòmetres al nord-oest de Torí. A 1 de gener de 2019 la seva població era de 3.846 habitants.
Mathi limita amb els següents municipis: Corio, Balangero, Grosso, Cafasse i Villanova Canavese.